# Giovanni Francesco Salvemini

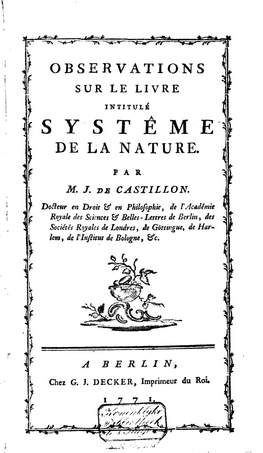
Castillon: Observations sur le livre intitulé Systême de la nature (1771)

Giovanni Francesco Mauro Melchiorre Salvemini, detto il Castiglione o Castillioneus o Johann Castillon (Firenze, 15 gennaio 1709 – Berlino, 11 ottobre 1791), è stato un matematico e astronomo italiano.

## Biografia
Ha avuto una formazione privata fino a quando inizia l'Università di Pisa dove studia diritto e matematica conseguendo un dottorato nel 1729.
Mentre vive in Italia, si dedica anche alla traduzione di Alexander Pope An Essay on Man nel 1733 con un numero uguale di versi italiani come l'originale inglese.
Ha insegnato a Vevey, una città sulla riva nord del Lago di Ginevra, dove divenne il direttore della scuola umanistica.
Ha continuato a lavorare come traduttore. Insegnò retorica, discipline umanistiche, e matematica. Durante questo periodo ha pubblicato due articoli di matematica scritti in latino, nelle Philosophical Transactions della Royal Society di Londra, usando il nome "J Castillioneus". Il primo di questi articoli studia il Cardioide, il secondo il teorema del polinomio di Newton
Ha curato tre volumi delle opere di Newton, che sono stati pubblicati a Losanna e Ginevra nel 1744. Il primo volume contiene saggi matematici, il secondo contiene i trattati filosofici. Il terzo volume contiene le opere filologiche di Newton, soprattutto saggi storici, tra cui una cronaca della storia antica. Roger Ward Babson dice: "Fino a questo momento Castillon era stato ateo, ma nel 1744 divenne calvinista"
Nel 1745 insegna a Losanna e nello stesso anno sposò Elisabeth du Fresne dalla quale ha avuto tre figli, ma solo uno ne sopravvive, vale a dire Maximilian Friedrich Gustav Adolf Salvemini. Anche nel 1745 ha pubblicato la corrispondenza tra Johann Bernoulli e Gottfried Leibniz, poi nel 1748 ha pubblicato l'Introductio in Infinitorum analysin auctore Leonhardo Eulero, il trattato di Eulero, che aveva modificato.
Tra il 1749 e il 1751 Castillioneus insegna sia a Losanna che a Berna. Durante questo periodo ha ottenuto la cattedra di matematica a Berna e di teologia a Losanna; è interessante notare che essendo diventato calvinista solo nel 1744, era già pronto per una cattedra in teologia pochi anni dopo. Nell'estate del 1751 ha ricevuto offerte di posizioni a St Petersburg e Utrecht. Nel dicembre 1751 si iscrisse all'Università di Utrecht per tenere lezioni di matematica e astronomia. Ha conseguito un dottorato sempre a Utrecht dove divenne professore ordinario di matematica e filosofia nel 1755.
Tre anni più tardi Castillon divenne rettore dell'Università. Durante questi anni ha ricevuto una serie di riconoscimenti: Fellow della Royal Society di Londra e membro dell'Accademia delle Scienze di Gottinga, entrambi nel 1753.
Nel 1757 la moglie di Castillon Elisabeth muore, si sposa con Madeleine Ravené due anni più tardi.
Jean-Jacques Rousseau, il filosofo francese, scrittore e teorico della politica, nel 1755 ha pubblicato "Discours sur l'origine de l'inégalité parmi les hommes"; Castillon in risposta pubblica "Discours sur l'origine de l'inégalité parmi les hommes" (contre le Discours de Jean-Jacques Rousseau), difendendo il progresso e la civiltà moderna. Pubblicato ad Amsterdam nel 1756, il lavoro del Castillon è stato indirizzato al Presidente dell'Accademia delle Scienze di Berlino. Castillon opposti i punti di vista di Rousseau e dei suoi sostenitori, favorisce le idee dei pensatori dell'Illuminismo inglese.
Ha anche tradotto Elementi di filosofia naturale di John Locke  in francese con il titolo Abrégé de physique, pubblicato nel 1758.
Ha scritto un commento dettagliato dell'Arithmetica universalis di Newton nel 1761.
James Boswell, il famoso avvocato scozzese, diarista, e autore, si è recato in Olanda nel mese di ottobre 1763 e ha incontrato Castillon a Utrecht in diverse occasioni.
Nel 1763 Federico il Grande, re di Prussia, ha invitato de Castillon a Berlino offrendogli la posizione di professore di matematica presso la Scuola di Artiglieria. Anche in tale anno Castillon, su raccomandazione personale di Federico il Grande, è stato eletto alla sezione di matematica presso l'Accademia delle Scienze di Berlino.
Nel 1765 Federico il Grande nominò de Castillon 'Astronomer Royal'presso l'Osservatorio di Berlino. Ha ricevuto onorificenze da ulteriori accademie straniere, è stato nominato membro dell'Accademia di Bologna nel 1768, dell'Accademia di Mannheim nel 1777, dell'Accademia di Padova nel 1784, e dell'Accademia di Praga nel 1785. Succedendo a Joseph-Louis Lagrange, de Castillon è stato nominato Direttore della Sezione Matematica, un ruolo che ha mantenuto fino alla sua morte. Dopo la sua morte il suo unico figlio superstite, Massimiliano Friedrich Gustav Adolf, ha scritto un elogio a suo padre, che è stato pubblicato dall'Accademia delle Scienze di Berlino.
Studiò anche le sezioni coniche, equazioni di terzo grado e problemi di artiglieria. Tra le sue ultime pubblicazioni di matematica si nota: Mémoire sur la règle de Cardan, et sur les équations cubique, avec quelques remarques sur les équations en général (1783) e due memorie nel 1790 e il 1791 dal titolo Examen philosophique de quelque Principes de l'algèbre. Egli è anche noto per il "problema di Castillon", per aver cioè risolto nel 1776 un problema propostogli da Cramer, dato un cerchio ed i 3 punti non allineati del suo piano, di iscrivere nel cerchio dato un poligono i cui lati, eventualmente prolungati, passassero per i punti assegnati; la generalizzazione di questo problema fu operata nel 1787 dal giovanissimo Annibale Giordano.